# Portal Zbiory Społeczne
Zbiory Społeczne (zbioryspoleczne.pl) – bezpłatny portal internetowy łączący zbiory archiwów społecznych w Polsce, prowadzony i rozwijany przez Centrum Archiwistyki Społecznej. Jest największą w kraju bazą dokumentów, fotografii i nagrań z archiwów społecznych.
Portal rozpoczął działalność w 2022 roku. Prezentuje zbiory opisywane i publikowane online w Otwartym Systemie Archiwizacji. OSA to jedyne w Polsce bezpłatne narzędzie do archiwizacji dla archiwistów społecznych. Pozwala ono w jednym miejscu zgromadzić unikatowe, rozproszone zbiory i trwale je zabezpieczyć. Spełnia standardy Międzynarodowej Rady Archiwów.

## Charakterystyka
Portal służy promocji wiedzy i działań na rzecz archiwistyki społecznej. Gromadzi materiały z ponad 200 archiwów społecznych z całej Polski – składają się na nie ponad 200 tysięcy wpisów i 100 tysięcy plików takich jak dokumenty (np. korespondencja Cecylii Plater-Zyberkówny, kwestionariusze osobowe oraz wspomnienia Sybiraków), fotografie, nagrania audio i wideo historii mówionej (np. skany szklanych negatywów z początku XX wieku, relacje biograficzne świadków historii ziemiaństwa, skany odbitek, które przesiedleńcy z Kresów przywieźli ze sobą na Ziemie Odzyskane, zdjęcia z czasu transformacji po 1989 roku czy relacje artystów z Andrychowa zrzeszonych jako Grupa Twórców Nieprofesjonalnych „My”). Portal jest źródłem wiedzy zarówno o historii i lokalnych tradycjach, jak i o ludzkich pasjach i twórczości.
Zgromadzone tam materiały różnią się od tych gromadzonych i przechowywanych w archiwach państwowych ze względu na specyfikę archiwistyki społecznej. Pod względem tematycznym zbiory są równie różnorodne, co same archiwa społeczne – opowiadają o życiu społeczności dużych i małych miast i wsi z niemal każdego regionu kraju, dokumentują historie zarówno ludzi znanych (np. himalaista Jerzy Kukuczka, rzeźbiarz Stefan Papp czy fotografka Zofia Rydet), jak i zwykłych osób, rodzin, pasjonatów (np. alpiniści, esperantyści) czy grup zawodowych (np. pielęgniarki, nauczyciele).
Na portalu działa pełnotekstowa wyszukiwarka z filtrami, która pozwala szybko znaleźć zdjęcia, dokumenty czy nagrania na dany temat. Portal wzbogaca interaktywna funkcjonalność Archimistrzostw – umożliwia ona uzupełnianie materiałów o metadane, wykorzystując elementy grywalizacji. Dzięki grze użytkownicy odkrywają zdjęcia i dokumenty społeczne, a zarazem opisują je tagami (lub weryfikują je). Dzięki tagowaniu pomagają użytkownikom odszukać interesujące ich materiały.